# Revista literária

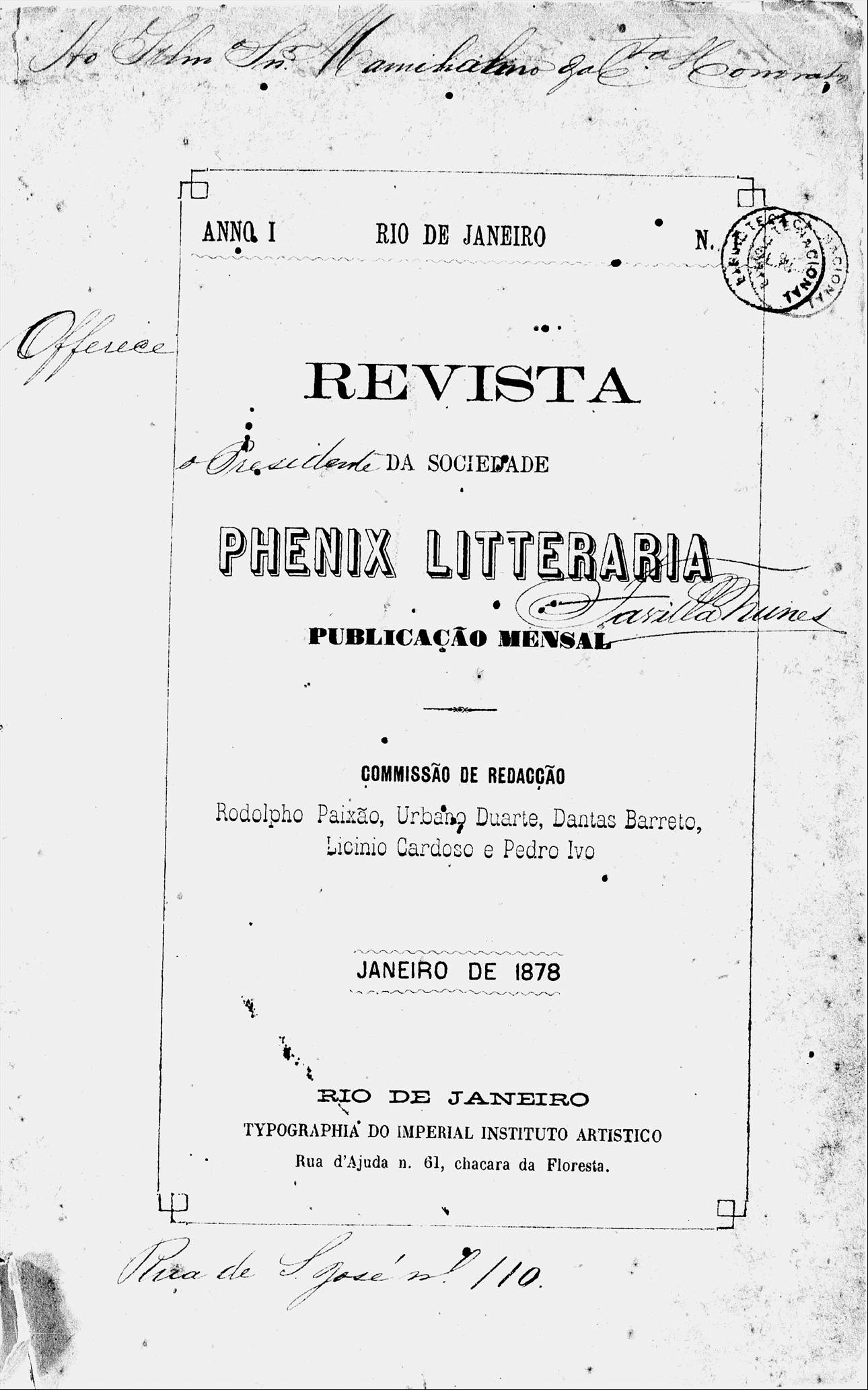
Revista da Sociedade Fênix Literária de janeiro de 1878

Revistas literárias são publicações periódicas dedicadas à literatura, publicando contos, poesias, trechos de romances e crítica literária.
O título mais antigo desse gênero de que se tem notícia é a Nouvelles de la Republique des Lettres, editada por Pierre Bayle em 1684, na França.
No Brasil, Plínio Doyle, em seu estudo História de Revistas e Jornais Literários, aponta como pioneira a Nitheroy, Revista Brasiliense, de Sciencias, Letras, e Artes, de 1836. Antes dela, porém, já haviam sido publicadas a Variedades – ou Ensaios de Literatura, em 1812, na Bahia, e a Revista da Sociedade Filomática, em 1833, em São Paulo. O fim do século XIX assistiu a uma proliferação de revistas desse tipo, celebradas por Olavo Bilac como o principal meio para escritores atingirem seu público.
Nas primeiras décadas do século XX o meio foi explorado pelos diferentes movimentos de vanguarda, que criam títulos efêmeros porém de grande impacto, como a Klaxon de Oswald e Mário de Andrade e a Revista de Antropofagia. Mais tarde surgem a Joaquim, editada em 1946 por Dalton Trevisan, e, na década de 1970, as diversas revistas alternativas influenciadas pelo Tropicalismo (Navilouca, Código) e pela geração mimeógrafo (Construtura, Ficção, Símbolo, Escrita, Almanaque, O Saco).

## Revistas literárias eletrônicas
As revistas literárias eletrônicas representam, em parte, a transposição dos periódicos literários de mídia tradicional para o meio eletrônico, aproximando-se mais, no entanto, de um modelo híbrido que expande as possibilidades da mídia física potencializando certa tendência ao sincretismo e ao experimentalismo, ainda que seja um campo heterogêneo formado a partir de suas categorias e subcategorias seja em virtude da formação de certos grupos de influência seja pela mais básica necessidade de circulação da cultura; além disso, a mídia virtual abre espaço à veiculação de obras antes restritas a nichos comerciais específicos, a exemplo de material fonográfico e cinematográfico, noticiário, propaganda,  tornando mais democrático o acesso do público a gêneros menos conhecidos de expressão estética mais heteróclita como vídeo-poemas, poesia interativa experimental etc. Em outras palavras, a revista literária eletrônica condiciona modelos pré-concebidos de plataformas como blogers e diários pessoais, proporcionando um aporte mais adequado aos novos meios de produção artísticos e sobretudo de recepção, reunião, contato, oxigenação dos diversos núcleos culturais do país, o que permite inclusive processos colaborativos e a internacionalização desses artistas. As revistas mais tradicionais, acadêmicas, passam atualmente por transição nas universidades mediante as diretrizes de avaliação implementadas pela recentemente CAPES.

## Revistas literárias brasileiras
- Variedades – ou Ensaios de Literatura (1812)
- Revista da Sociedade Filomática (1833)
- Nitheroy, Revista Brasiliense, de Sciencias, Letras, e Artes (1836)
- Revista Brasileira (1857-1860)
- Revista da Sociedade Fênix Literária (1878)
- Revista Sul-Americana (1889)
- Gazeta Literária (1884)
- Revista da Semana (1885-1895)
- A Bruxa (1895-1896)
- A Nova Revista (1896)
- Ilustração Brasileira (1901-?)
- Kosmos (1904-1906)
- Os Anais (1904-1906)
- Fon-Fon (1907-?)
- Floreal (1907-?)
- Klaxon - mensário de arte moderna (1922-1923)
- Estética (1924-1925)
- A Revista (1925-1926)
- Revista Festa (1927-?)
- Revista Verde (1927-1929)
- Revista Nova (1931-1932)
- Revista de Antropofagia (1928-1929)
- Revista Joaquim (1946)
- Noigandres  (1952-1962)
- Navilouca (1974)
- Código (1974-1980)
- Arraia pajéurbe (2000-2012)

## Revistas Literárias Brasileiras Eletrônicas
- Mallarmargens[6]
- Revista Pessoa[7]
- Escamandro[8]
- Musa Rara[9]
- Opiniães (revista dos alunos de literatura brasileira)[10]
- Sepé[11]